# Ryan Gomes
Pour les articles homonymes, voir Gomes.
Ryan Gomes, né le 1er septembre 1982 à Waterbury au Connecticut, est un joueur américain de basket-ball. Il joue au poste d'ailier fort et mesure 2,01 m.

## Carrière

### Carrière universitaire
Après une carrière réussie à Providence College, Gomes est drafté en 50e position lors de la draft 2005 de la NBA par les Celtics de Boston.

### Celtics de Boston (2005-2007)

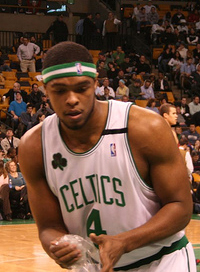
Ryan Gomes avec les Celtics de Boston.

Portant le numéro 4, il commence sa saison rookie en 2006 sur le banc, derrière la star Paul Pierce. Son temps de jeu est donc très limité. Le 26 janvier 2006, les Celtics effectuent un transfert de plusieurs joueurs avec les Timberwolves du Minnesota, libérant des postes et du temps de jeu pour Gomes. Peu de temps après, Kendrick Perkins se blesse et Gomes intègre le cinq majeur. Même après le retour de blessure de Perkins, il conserve son poste de titulaire.
Il termine la saison en ayant disputé 61 matchs (dont 33 en tant que titulaire) avec une moyenne de 7,6 points et 4,9 rebonds par match.
Gomes est nommé dans la NBA All-Rookie Second Team en 2005-2006.
Il continue sur sa lancée lors de la saison 2006-2007. Il réussit son premier triple-double le 8 novembre 2006 face aux Bobcats de Charlotte pour la première victoire des Celtics lors de la saison 2006-2007. 
Cependant, le 7 mars 2007, il se blesse lors d'une rencontre face aux Rockets de Houston, ce qui perturbe la fin de sa saison.
Il termine la saison en ayant disputé 73 matchs (dont 60 en tant que titulaire) avec une moyenne de 12,1 points et 5,6 rebonds par match.

### Timberwolves du Minnesota (2007-2010)
Le 31 juillet 2007, Gomes est transféré avec Gerald Green, Al Jefferson, Theo Ratliff, Sebastian Telfair et des tours de draft, aux Timberwolves du Minnesota contre Kevin Garnett.
Le 21 janvier 2008, Gomes bat son record de points en carrière avec 35 points inscrits contre les Warriors de Golden State.
Gomes joue 82 matchs avec les Timberwolves, dont 74 en tant que titulaire pour cette saison 2007-2008, pour des moyennes de 12,6 points, 5,8 rebonds et 1,8 passe décisive par match.

### Clippers de Los Angeles (2010-2012)
En 2010, il s'engage aux Clippers de Los Angeles.

### Artland Dragons (2012-2013)
Licencié par les Clippers durant l'été 2012, il s'engage chez une équipe allemande, les Artland Dragons. Il y dispute 8 matchs de saison régulière où il termine avec une moyenne de 12,8 points, 5,9 rebonds en 28 minutes de moyenne.

### Thunder d'Oklahoma City (2013-2014)
Durant l'été 2013, il rejoint le Thunder d'Oklahoma City et signe un contrat d'un an. Il joue 5 rencontres sur toute la saison.

### Laboral Kutxa (2014)
En septembre 2014, Gomes signe un contrat avec Laboral Kutxa, club espagnol de première division, jusqu'à la fin de la saison régulière de l'Euroligue 2014-2015. Il n'y dispute que deux rencontres.

## Records sur une rencontre en NBA
Les records personnels de Ryan Gomes en NBA sont les suivants, :
| Type de statistique        | Saison régulière | Saison régulière            | Saison régulière |
| Type de statistique        | Record           | Adversaire                  | Date             |
| -------------------------- | ---------------- | --------------------------- | ---------------- |
| Points                     | 35               | @ Warriors de Golden State  | 21 janvier 2008  |
| Paniers marqués            | 12               | 4 fois                      | 4 fois           |
| Paniers tentés             | 21               | 2 fois                      | 2 fois           |
| Paniers à 3 points réussis | 5                | 2 fois                      | 2 fois           |
| Paniers à 3 points tentés  | 9                | Lakers de Los Angeles       | 22 février 2009  |
| Lancers francs réussis     | 11               | @ Warriors de Golden State  | 21 janvier 2008  |
| Lancers francs tentés      | 13               | @ Knicks de New York        | 18 novembre 2006 |
| Rebonds offensifs          | 7                | @ Trail Blazers de Portland | 24 février 2006  |
| Rebonds défensifs          | 12               | 2 fois                      | 2 fois           |
| Rebonds totaux             | 17               | 2 fois                      | 2 fois           |
| Passes décisives           | 10               | Bobcats de Charlotte        | 8 novembre 2006  |
| Interceptions              | 4                | 5 fois                      | 5 fois           |
| Contres                    | 2                | 6 fois                      | 6 fois           |
| Balles perdues             | 7                | @ Grizzlies de Memphis      | 14 novembre 2009 |
| Minutes jouées             | 52               | Timberwolves du Minnesota   | 4 mars 2007      |

- Double-double : 27
- Triple-double : 1

## Vie privée
Gomes est d'origine cap-verdienne. Il est l'aîné des deux enfants de Teresa Gomes et John Brooks. Son petit frère s'appelle Marcellus.
Ryan et sa femme Danielle ont eu leur premier enfant, prénommé Ryelle, en 2008.
Ses équipes favorites sont les Yankees de New York et les 49ers de San Francisco.
Il s'est spécialisé en sciences sociales à Providence.